# Trio Image
Das Trio Image (hauptsächlich in der Schreibweise Trio Imàge) ist ein in Deutschland ansässiges Klaviertrio. Internationale Aufmerksamkeit erregte das Ensemble mit dem Gewinn des Echo Klassik 2014.

## Geschichte
Das Ensemble wurde 2000 von Gergana Gergova, Saerom Park und Pavlin Nechev, Studenten der Folkwang Universität der Künste, gegründet. Seit Ende 2007 ist Thomas Kaufmann der Cellist des Trios. Studiert hat das Trio bei Andreas Reiner an der Folkwang Universität der Künste und bei Eberhard Feltz an der Hochschule für Musik „Hanns Eisler“ Berlin. Trio Imàge arbeitete im Rahmen der European Chamber Music Academy (ECMA) mit namhaften Musikern wie Hatto Beyerle, Anner Bylsma und Shmuel Ashkenasi. Weiters wurde das Trio von Heinrich Schiff, Arnold Steinhard, Ferenc Rados und Menahem Pressler musikalisch mitgeprägt. Trio Imàge ist u. a. Preisträger und Gewinner des Publikumspreises beim 6. Internationalen Wettbewerb „Franz Schubert und die Musik der Moderne“ in Graz, Gewinner des Folkwangpreises und Preisträger des Commerzbank Kammermusik Wettbewerbes und des "Joseph Joachim Wettbewerbes" in Weimar. Internationale Auftritte führten das Trio zum Chelsea Music Festival New York, zum November Fest Chennai, dem Festival de Mexico und nach Venezuela, Chile und Australien. In Europa konzertierte das Trio u. a. in der Berliner Philharmonie und beim Kammermusikfest Lockenhaus.

## Repertoire
Das Repertoire des Trio Imàge reicht von der Klassik bis in die Gegenwart, insbesondere im Bereich der Klaviertrios von Mauricio Kagel. Außerdem hat Trio Imàge u. a. Werke von Marek Diakov und Alois Kott uraufgeführt.

## Aktuelle Mitglieder
- Gergana Gergova (Violine)
- Thomas Kaufmann (Violoncello)
- Pavlin Nechev (Klavier)

## Diskografie
- 2014: Mauricio Kagel: Klaviertrios I-III (Label CAvi) – gewann den Echo Klassik 2014 in der Kategorie Welt-Ersteinspielung des Jahres.
- 2015: Hans Sommer, Hartmut Rohde: Kammermusik (Label CAvi)
- 2020: Trio Imàge: Dvorák • Fall • Dyakov (Label CAvi-Music (H‘Art))
- 2022: Trio Imàge: Martin • Vladigerov • Turina – Piano Trios (Label CAvi-Music (H‘Art))